# 阿纳托利·列夫琴科
阿纳托利·谢苗诺维奇·列夫钦科（俄语：Анатолий Семёнович Левченко，1941年5月5日—1988年8月6日），又译列夫琴科，是苏联宇航员，苏联英雄，功勋试飞员。

## 生涯
1980年7月12日入选苏联宇航员队伍，是第一次暴風雪太空穿梭機計劃的备用指令长。1987年3月开始接受联盟号飞船太空训练。1987年12月21日，他与季托夫、马纳罗夫乘坐联盟TM-4号飞船前往和平号空间站。在停留一周后，他和罗曼诺夫乘坐联盟TM-3返回地面。在返回舱着陆后，列夫钦科立即去贺驶客机，以考验飞行员经过失重状态后贺驶飞机的能力。
1988年8月6日，他因脑肿瘤在莫斯科逝世。